# 창선
창선(-船)은 임진왜란 이후 개발된 군함으로 나대용이 개발했다. 배에는 창과 칼이 빽빽이 박혀있다. 거북선이 갈수록 대형화되어 돌격선으로서의 기능을 상실하고 속도도 느려지자 거북선을 보완하여 만든 배이다. 규모가 작아 속도가 빠르고 공격에도 용이하였다. 1513년 중종 8년에 선박에 창검을 꽂은 창선(槍船)이 발명되었다. 이 배는 이후 이순신이 개량한 거북선의 모태가 되었다. 이순신은 이 배와 1550년 명종5년에 개발된 윤선(輪船)을 개량하여 거북선을 만들었다.

## 같이 보기
- 거북선